# Amt Dahme/Mark
La comunità amministrativa di Dahme/Mark (in tedesco Amt Dahme/Mark) si trova nel circondario del Teltow-Fläming nel Brandeburgo, in Germania.

## Società

### Evoluzione demografica
- Sviluppo della popolazione dal 1875 entro gli attuali confini (Linea Blu: Popolazione; Linea puntata: Confronto dello sviluppo della popolazione dello stato del Brandenburgo; Sfondo grigio: Ai tempi del governo nazista; Sfondo rosso: Al tempo del governo comunista)
- Sviluppo recente della popolazione (Linea blu) e previsioni

| Anno | Abitanti |
| ---- | -------- |
| 1875 | 15 996   |
| 1890 | 15 830   |
| 1910 | 16 596   |
| 1925 | 15 680   |
| 1933 | 15 212   |
| 1939 | 14 859   |
| 1946 | 21 009   |
| 1950 | 20 468   |
| 1964 | 16 156   |
| 1971 | 15 730   |
| 1981 | 13 874   |

| Anno | Abitanti |
| ---- | -------- |
| 1985 | 13 573   |
| 1989 | 13 354   |
| 1990 | 13 198   |
| 1991 | 12 954   |
| 1992 | 12 836   |
| 1993 | 12 658   |
| 1994 | 12 571   |
| 1995 | 12 483   |
| 1996 | 12 252   |
| 1997 | 12 205   |

| Anno | Abitanti |
| ---- | -------- |
| 1998 | 11 998   |
| 1999 | 11 774   |
| 2000 | 11 627   |
| 2001 | 11 502   |
| 2002 | 11 397   |
| 2003 | 11 200   |
| 2004 | 10 969   |
| 2005 | 10 720   |
| 2006 | 10 515   |
| 2007 | 10 352   |

| Anno | Abitanti |
| ---- | -------- |
| 2008 | 10 221   |
| 2009 | 10 016   |
| 2010 | 9 897    |
| 2011 | 9 754    |
| 2012 | 9 709    |
| 2013 | 9 595    |
| 2014 | 9 500    |
| 2015 | 9 426    |
| 2016 | 9 270    |
| 2017 | 9 175    |

## Suddivisione
Comprende 3 comuni:
- Dahme/Mark (città)
- Dahmetal
- Ihlow
- Niederer Fläming

Capoluogo e centro maggiore è Dahme/Mark.